# داخویگ
داخویگ (به آلمانی: Dachwig) یک شهر در آلمان است که در Gotha واقع شده‌است. داخویگ ۱٬۶۲۸ نفر جمعیت دارد.